# Мэрилин Белл (фильм)

«Мэрилин Белл» — кинофильм. История канадской юной спортсменки, которая в 1954 году совершила заплыв через озеро Онтарио. 
 Без возрастных ограничений.

## Сюжет
Это биографический фильм о канадке Мэрилин Белл, которая в 1954 году стала первым человеком, переплывшим озеро Онтарио. Ей было всего 16 лет.

## Интересные факты
Исполнительница главной роли Каролин Даверна тренировалась в бассейне 2 месяца, чтобы убедительно сыграть пловчиху на длинные дистанции.